# DO-ET
Le DO-ET (2,5-diméthoxy-4-éthylamphétamine) est un hallucinogène psychédélique de la classe des amphétamines.
Synthétisé par les époux Shulgin, il se rapproche du DOM ou du STP par le remplacement du groupe méthyle (CH3) par le groupe éthyle (C2H5) sur le 4e atome de carbone du cycle benzénique. Il aurait donc dû s'appeler DOE mais ce « diminutif » était déjà employé pour la désoxyéphédrine. DO-ET fut donc choisi à la place (2,5-DiméthOxy-4-ÉThylamphétamine).

## Effets
Le DO-ET a des effets psychédéliques qui peuvent durer jusqu'à 20 heures. Dans son livre PiHKAL, Alexander Shulgin indique un dosage de  2–7 mg par voie orale, 6–7 mg étant la dose pour obtenir tous les effets.